# Croacia en los Juegos Europeos de Bakú 2015
Croacia participó en los Juegos Europeos de Bakú 2015 con una delegación de 109 deportistas. Responsable del equipo nacional fue el Comité Olímpico Croata, así como las federaciones deportivas nacionales de cada deporte con participación.
La portadora de la bandera en la ceremonia de apertura fue la tiradora Snježana Pejčić.

## Medallistas
El equipo de Croacia obtuvo las siguientes medallas:
| Nombre            | Deporte            | Competición               |
| ----------------- | ------------------ | ------------------------- |
| Oro               |                    |                           |
| Maša Martinović   | Karate             | Kumite +68 kg F           |
| Plata             |                    |                           |
| Jelena Kovačević  | Karate             | Kumite –55 kg F           |
| Nikola Obrovac    | Natación           | 50 m braza M              |
| Ana Zaninović     | Taekwondo          | –57 kg F                  |
| Petar Gorša       | Tiro               | Rifle 3 posiciones 50 m M |
| Bronce            |                    |                           |
| Josip Bepo Filipi | Boxeo              | Pesado (–91 kg) M         |
| Ana Lenard        | Karate             | Kumite –61 kg F           |
| Dominik Etlinger  | Lucha grecorromana | 71 kg M                   |
| Lucija Zaninović  | Taekwondo          | –49 kg F                  |
| Iva Radoš         | Taekwondo          | +67 kg F                  |
| Vedran Golec      | Taekwondo          | +80 kg M                  |